# Schellenwiese
Das Naturschutzgebiet Schellenwiese ist ein Gebiet mit einer Größe von 55,9 ha im Rietberger Ortsteil Druffel im Kreis Gütersloh. Es wird mit der Nummer GT-009 geführt.
Es wurde 1988 zur Erhaltung von Lebensgemeinschaften und -stätten wildlebender Pflanzen und Tierarten und wegen der Seltenheit, Eigenart und Schönheit des Gebiets ausgewiesen.

## Charakteristik
Charakteristisch für die Schellenwiese ist der hohe Anteil an Grünlandflächen, auf denen sich infolge der intensiven landwirtschaftlichen Nutzung Fettwiesen ausgebildet haben. Die Entwässerung dieser Flächen erfolgt über mehrere Gräben, die dem Rothenbach zugeführt werden. Im östlichen Bereich des Schutzgebietes befindet sich darüber hinaus auch ein zusammenhängender und weitestgehend naturnaher Waldabschnitt mit Buchen-Eichen-Mischbeständen und einzelnen eingestreuten Kiefern.
Im Nordwesten reicht die Schellenwiese unmittelbar an das Druffeler Siedlungsgebiet heran. Die Grenze der geschützten Fläche wird dort vom Rothenbach markiert. 

## Flora
Aufgrund der intensiven Nutzung der Grünlandflächen ist die Artenvielfalt innerhalb des Schutzgebietes eingeschränkt, bei einer Erhebung im Jahr 1997 konnten lediglich 140 Gefäßpflanzenarten nachgewiesen werden. Schutzwürdige Arten finden sich vor allem im Bereich der Gräben. In zwei dieser Gräben konnte die Wasserfeder nachgewiesen werden, darüber hinaus gibt es ein Vorkommen des Großen Wasserfenchels, dessen Nachweis außerhalb der Schellenwiese in nur zwei weiteren Feuchtwiesengebieten des Kreises Gütersloh erbracht wurde.

## Fauna
Bei einer Revierkartierung im Jahr 1997 konnten im Schutzgebiet 41 Vogelarten nachgewiesen werden, von denen 9 auf der Roten Liste NRW geführt werden. Hervorzuheben sind hier die Arten Kiebitz, Steinkauz, Rebhuhn, Hohltaube und Kleinspecht.
Weiterhin konnten 9 Heuschreckenarten nachgewiesen werden, von denen sich vier Arten auf der Roten Liste befinden. Hierbei handelt es sich um die Sumpfschrecke, die Kurzflüglige Schwertschrecke, den Sumpfgrashüpfer und den Weißrandigen Grashüpfer.